# Енциклопедичний словник Брокгауза і Єфрона

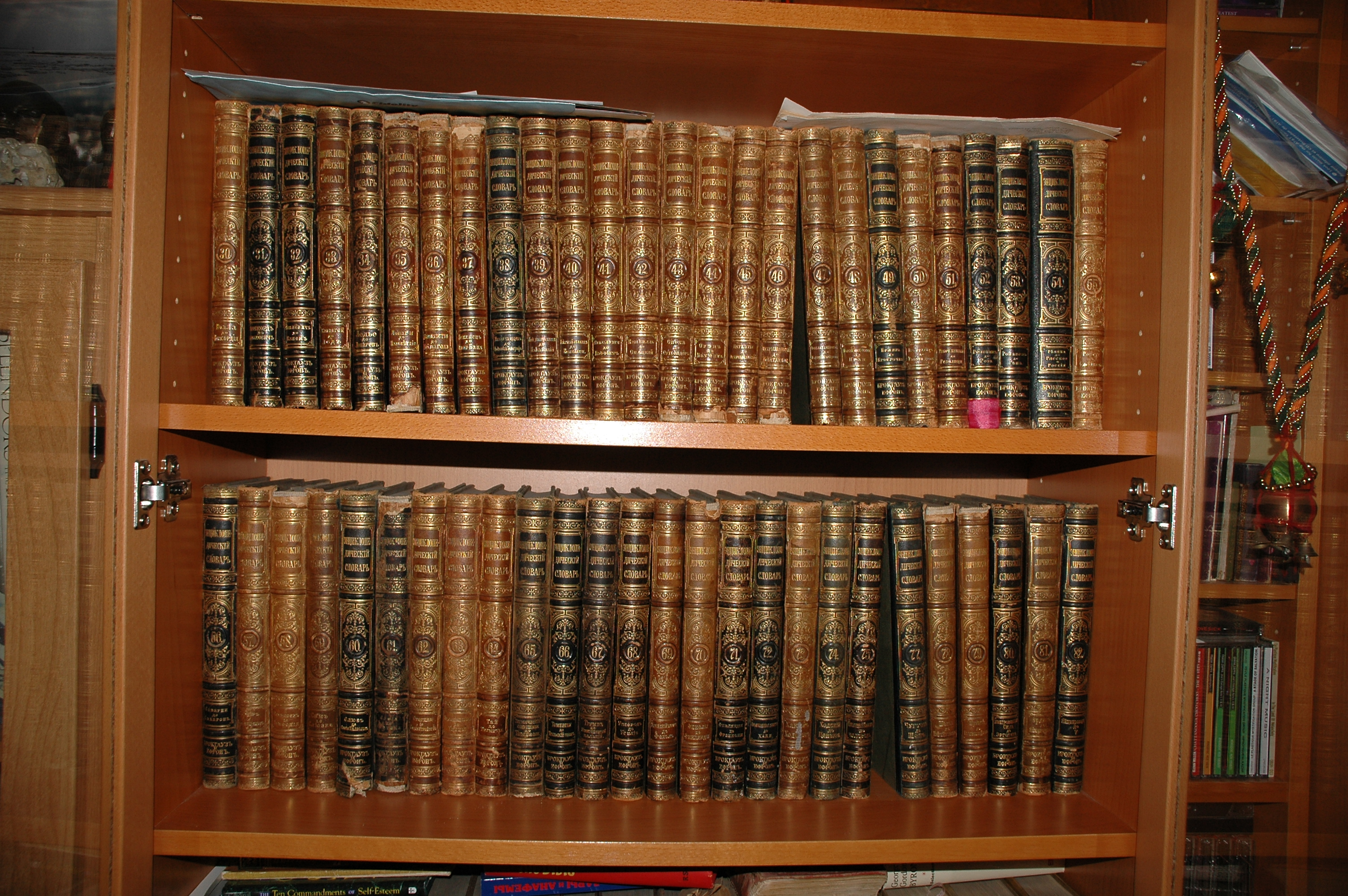
Колекція 86 томів енциклопедії

Енциклопеди́чний словни́к Брокга́уза і Єфро́на (скорочено ЕСБЄ; рос. Энциклопедический словарь Брокгауза и Ефрона, ЭСБЕ) — російська універсальна енциклопедія. Випущена акціонерним видавничим товариством Ф. А. Брокгауз—І. А. Єфрон (Петербург, 1890–1907). Видання виходило в двох варіантах — 41 основний том і 2 додаткових (менша частина тиражу) і 82 основних і 4 додаткових напівтоми. Напівтоми мають подвійну нумерацію — наприклад, напівтоми 49 і 50 (номери на корінці) на титульних сторінках нумеруються XXV і XXVa. Перші 8 напівтомів видано під редакцією І. Ю. Андрєєвського, останні — під редакцією К. К. Арсеньєва і Ф. Ф. Петрушевського.
Енциклопедія містить: 121 240 статей, 7800 ілюстрацій, 235 мап.

## Видання

### Енциклопедичний словник
86 напівтомів (82 основних і 4 додаткових): у дужках вказані номери півтомів.
- Т. 1 (1): А — Алтай. — 1890. — 4, 480 с, 10 л. ил., карт.
- Т. 1А (2): Алтай — Арагвай. — 1890. — 2, 481—954, II с., 19 л. ил., карт.
- Т. 2 (3): Араго — Аутка. — 1890. — 2, 478, 2 с, 17 л. ил., карт.
- Т. 2А (4): Ауто — Банки. — 1891. — 4, 479—946, 2 с, 19 л. ил., карт.
- Т. 3 (5): Банки — Бергер. — 1891. — 2, 480 с, 10 л. ил., карт.
- Т. 3А (6): Бергер — Бисы. — 1891. — 2, 481—956 с, 3 л. ил., карт.
- Т. 4 (7): Битбург — Босха. — 1891. — 4, VIII, 472 с, 6 л. ил., карт.
- Т. 4А (8): Бос — Бунчук. — 1891. — 6, VI, 473—940 с, 7 л. ил..
- Т. 5 (9): Буны — Вальтер. — 1891. — 4, IV, 468, XII с., 5 л. ил.
- Т. 5А (10): Вальтер — Венути. — 1892. — 4, 469—938, 2 с, 8 л. ил.
- Т. 6 (11): Венцано — Винона. — 1892. — 4, II, 488, 2 с, 7 л. ил., карт.
- Т. 6А (12): Винословие — Волан. — 1892. — 6, 489—944, 2 с, 15 л. ил., карт.
- Т. 7 (13): Волапюк — Выговские. — 1892. — 4, 480 с, 10 л. ил., карт.
- Т. 7А (14): Выговский — Гальбан. — 1892. — 8, 481—952, 4, 4 с, 4 л. ил.
- Т. 8 (15): Гальберг — Германий. — 1892. — 6, 478, 2 с, 10 л. ил.
- Т. 8А (16): Германия — Го. — 1893. — 8, 479—958, II, 2 с.10 л. ил., карт.
- Т. 9 (17): Гоа — Гравер. — 1893. — 6, 474 с, 13 л. ил.
- Т. 9А (18): Гравилат — Давенант. — 1893. — 8, 475—974, II, 2 с, 17 л. ил., карт.
- Т. 10 (19): Давенпорт — Десмин. — 1893. — 4, 480 с, 2 л. ил.
- Т. 10А (20): Десмургия — Домициан. — 1893. — 481—960, II с., 8 л. ил., карт.
- Т. 11 (21): Домиции — Евреинова. — 1893. — 6, 466 с, 9 л. ил., карт.
- Т. 11А (22): Евреиновы — Жилон. — 1894. — 4, 467—958, II, 2 с, 11 л. ил., карт.
- Т. 12 (23): Жилы — Земпах. — 1894. — 6, 480 с, 11 л. ил., карт.
- Т. 12А (24): Земпер — Имидокислоты. — 1894. — 8, 481—960, II, 2 с, 6 л. ил.
- Т. 13 (25): Имидоэфиры — Историческая школа. — 1894. — 8, 480 с, 7 л. ил., карт.
- Т. 13А (26): Исторические журналы — Калайдович. — 1894. — 8, 481—960, II, 2 с, 7 л. ил., карт.
- Т. 14 (27): Калака — Кардам. — 1895. — 4, 480 с, 8 л. ил., карт.
- Т. 14А (28): Карданахи — Керо. — 1895. — 6, 481—960, II, II с., 5 л. ил.
- Т. 15 (29): Керосин — Коайе. — 1895. — 6, 478 с, 8 л. ил., карт.
- Т. 15А (30): Коала — Конкордия. — 1895. — 2, II, 2, 479—960, II с., 9 л. ил., карт.
- Т. 16 (31): Конкорд — Коялович. — 1895. — 6, 480 с, 11 л. ил., карт.
- Т. 16А (32): Коялович — Кулон. — 1895. — 6, 481—960, II, 2 с, 16 л. ил., карт.
- Т. 17 (33): Култагой — Лед. — 1896. — 4, 482 с, 16 л. ил., карт.
- Т. 17А (34): Ледье — Лопарев. — 1896. — 6, 483—960, II, 2 с, 15 л. ил., карт.
- Т. 18 (35): Лопари — Малолетние преступники. — 1896. — 4, 480 с, 16 л. ил., карт.
- Т. 18А (36): Малолетство — Мейшагола. — 1896. — 6, 481—958, II, 2 с, 7 л. ил.
- Т. 19 (37): Мекенен — Мифу-Баня. — 1896. — 4, 476 с, 12 л. ил., карт.
- Т. 19А (38): Михаила орден — Московский Телеграф. — 1896. — 6, 477—960, II, 2 с, 21 л. ил., карт.
- Т. 20 (39): Московский Университет — Наказания исправительные. — 1897. — 6, 480 с, 20 л. ил., карт.
- Т. 20А (40): Наказный атаман — Неясыти. — 1897. — 8, 481—960, II, 2 с, 14 л. ил., карт.
- Т. 21 (41): Нибелунги — Нэффцер. — 1897. — 4, 480 с, 17 л. ил., карт.
- Т. 21А (42): Нэшвилль — Опацкий. — 1897. — 8, 481—960, II, 2 с, 30 л. ил., карт.
- Т. 22 (43): Опека — Оутсайдер. — 1897. — 4, 480 с, 18 л. ил., карт.
- Т. 22А (44): Оуэн — Патент о поединках. — 1897. — 6, 481—960, II с., 27 л. ил., карт.
- Т. 23 (45): Патенты на изобретения — Петропавловский. —1898. — 4, 474 с, 15 л. ил., карт.
- Т. 23А (46): Петропавловский — Поватажное. — 1898. — 4, II, 475—958, II, 2 с, 20 л. ил., карт.
- Т. 24 (47): Повелительное наклонение — Полярные координаты. — 1898. — 4, 474 с, 18 л. ил., карт.
- Т. 24А (48): Полярные сияния — Прая. — 1898. — 4, II, 475—958, II, 2 с, 11 л. ил., карт., табл.
- Т. 25 (49): Праяга — Просрочка отпуска. — 1898. — 4, 478 с, 10 л. ил., карт.
- Т. 25А (50): Простатит — Работный дом. — 1898. — 4, II, 2, 479—958, II, 2 с.
- Т. 26 (51): Рабочая книжка — Резолюция. — 1899. — 6, 480 с, 10 л. ил.
- Т. 26А (52): Резонанс и резонаторы — Роза ди-Тиволи. — 1899. — 4, II, 481—960, II, 2 с, 13 л. ил., карт.
- Т. 27 (53): Розавен — Репа. — 1899. — 6, 480 с, 22 л. ил.
- Т. 27А (54): Репина — Рясское и Россия. — 1899. — 4, II, 481—532, 1—420, IV с. 51 л. ил., карт., табл.
- Т. 28 (55): Россия и С — Саварна. — 1899. — 6, 421—874, IV, 2, 1—24 с, 16 л. ил., карт., табл.
- Т. 28А (56): Саварни — Сахарон. — 1900. — 4, II, 25—496, II с., 15 л. ил., карт.
- Т. 29 (57): Сахар — Семь мудрецов. — 1900. — 8, 468 с, 10 л. ил., карт.
- Т. 29А (58): Семь озер — Симфония.— 1900. — 4, II, 469—954, II, 2 с, 16 л. ил., карт.
- Т. 30 (59): Сим — Слюзка.— 1900. — 4, 2, 480 с, 9 л. ил., карт.
- Т. 30А (60): Слюз — София Палеолог.— 1900. — 4, II, 481—960, II, 2 с, 22 л. ил., карт., табл.
- Т. 31 (61): София — Статика. — 1900. — 6, 472 с, 11 л. ил., карт.
- Т. 31А (62): Статика — Судоустройство. — 1901. — 4, II, 473—954, II, 2 с, 10 л. ил.
- Т. 32 (63): Судоходные сборы — Таицы. — 1901. — 4, 480 с, 14 л. ил., карт.
- Т. 32А (64): Тай — Термиты. — 1901. — 4, II, 481—960, II, 2 с, 10 л. ил., карт.
- Т. 33 (65): Термические ощущения — Томбази. — 1901. — 4, 478 с, 25 л. ил., карт.
- Т. 33А (66): Томбигби — Трульский собор. — 1901. — 4, II, 479—960, II, 2 с, 5 л. ил., карт.
- Т. 34 (67): Трумп — Углеродистый кальций. — 1901. — 4, 482 с, 5 л. ил., карт.
- Т. 34А (68): Углерод — Усилие. — 1902. — 6, II, IV, 483—960, II, 2 с, 16 л. ил.
- Т. 35 (69): Усинский пограничный округ — Фенол. — 1902. — 4, 476 с, 7 л. ил., карт.
- Т. 35А (70): Фенолы — Финляндия. — 1902. — 4, II, 477—960, II с., 10 л. ил., карт.
- Т. 36 (71): Финляндия — Франкония. — 1902. — 4, 478 с, 15 л. ил., карт.
- Т. 36А (72): Франконская династия — Хаки. — 1902. — 4, II, 479—956, II, 2 с, 12 л. ил., карт.
- Т. 37 (73): Хаким — Ходоров. — 1903. — 6, 478 с, 18 л. ил., карт.
- Т. 37А (74): Ходский — Цензура. — 1903. — 2, II, 479—962, II, 2 с, 11 л. ил., карт.
- Т. 38 (75): Цензурный комитет — Человек. — 1903. — 4, 482 с, 9 л. ил.
- Т. 38А (76): Человек — Чугуевский полк. — 1903. — 6, II, 483—958, 2, 2 с, 10 л. ил., карт.
- Т. 39 (77): Чугуев — Шен. — 1903. — 6, 480 с, 7 л. ил., карт.
- Т. 39А (78): Шенье — Шуйский монастырь. — 1903. — 4, II, 481—960, II с., 6 л. ил.
- Т. 40 (79): Шуйское — Электровозбудимость. — 1904. — 4, 4, 468 с, 9 л. ил.
- Т. 40А (80): Электровозбудительная сила — Эрготин. — 1904. — 4, II, 469—954, 2 с, 13 л. ил.
- Т. 41 (81): Эрдан — Яйценошение. — 1904. — 4, 576 с, 7 л. ил., карт.
- Т. 41А (82): Яйцепровод — Ѵ. — 1904. — 6, IV, 577—956, 4 с, 6 л. ил., карт., 28 л. портр.

Додаткові томи:
- Т. 1 (1): Аа — Вяхирь. — 1905. — 4, 478 с, 6 л. ил., карт.
- Т. 1А (2): Гаагская конференция — Кочубей. — 1905. — 4, 481—956, II, 2 с.3 л. ил., карт.
- Т. 2 (3): Кошбух — Прусик. — 1906. — 2, 480 с, 8 л. ил., карт.
- Т. 2А (4): Пруссия — Фома. Россия. — 1907. — 2, 481—934, XCVIII, 4 с, 19 л. ил., карт.

### Новий енциклопедичний словник
- Т. 1 : А — Александр Михайлович. — [1911]. — 9 с, 984 стб., 2 с, 28 л. ил., портр., карт.
- Т. 2 : Александр Ягеллон — Антидор. — [1911]. — 9 с, 964 стб., 2 с, 27 ил., портр., карт.
- Т. 3 : Антидот — Асканий. — [1911]. — 6 с, 964 стб., 16 л. ил., портр., карт.
- Т. 4 : Аскания — Балюз. — [1911]. — 8 с, 952 стб., 2 с, 21 л. ил., портр., карт.
- Т. 5 : Балюстрада — Беранже. — [1911]. — 8 с, 960 стб., 2 с, 11 л. ил., портр., карт.
- Т. 6 : Берар — Бобровникова. — [1912]. — 8 с, 960 стб., 2 с, 17 ил., портр., карт.
- Т. 7 : Бобровников — Брачное право. — [1912]. — 8 с, 976 стб., 2 с, 9 л. ил., портр.
- Т. 8 : Брачный наряд — Белорусы. — [1912]. — 8 с, 964 стб., 2 с, 29 л. ил., портр.
- Т. 9 : Белорыбица — Вельможа. — [1912]. — 8 с, 960 стб., 16 л. ил.
- Т. 10 : Вёльнер — Власть дисциплинарная. — [1912]. — 8 с, 960 стб., 2 с, 26 л. ил., карт.
- Т. 11 : Власть карательная — Выгорание всходов растений. — [1913]. — 8 с, 960 стб., 2 с, 30 л. ил., портр., карт.
- Т. 12 : Выгорецкая пустынь — Генеральный атторней. — [1913]. — 8 с, 960 стб., 2 с, 23 л. ил., портр.
- Т. 13 : Генеральный двор — Головнин. — [1913]. — 8 с, 960 стб., 2 с, 30 л. ил., карт.
- Т. 14 : Головнин — Гривица. — [1913]. — 8 с, 940, XXII, XVI стб., 2 с, 39 л. ил., карт., табл.
- Т. 15 : Гривна — Десмургия. — [1913]. — 9 с, 960 стб., 2 с, 20 л. ил., портр., карт.
- Т. 16 : Десна — Душевнобольные. — [1914]. — 8 с, 960 стб., 2 с, 28 л. ил., портр., карт.
- Т. 17 : Душевные болезни — Жуки. — [1914]. — 8 с, 964, XII стб., 2 с, 25 л. ил., карт.
- Т. 18 : Жукова — Ивница. — [1914]. — 8 с, 960 стб., 2 с, 28 л. ил., портр., карт.
- Т. 19 : Ивовые — Итальянское искусство. — [1914]. — 8 с, 980 стб., VI, 2 с, 27 л. ил., портр., карт.
- Т. 20 : Итамарка — Каринский. — [1914]. — 8 с, 960 стб., 2 с, 20 л. ил., портр.
- Т. 21 : Каринтин — Кнорринг. — [1914]. — 8 с, 960 стб., 2 с, 18 л. ил., карт.
- Т. 22 : Кнорр — Которосль. — [1915]. — 8 с, 960 стб., 2 с, 24 л. ил., портр., карт.
- Т. 23 : Котошихин — Ламберт. — [1915]. — 9 с, 960 стб., 2 с, 28 л. ил., портр., карт.
- Т. 24 : Ламберт — Лубоеды. — [1915]. — 8 с, 960 стб., 2 с, 26 л. ил., портр.
- Т. 25 : Луб — Мах. — [1915]. — 8 с, 960 стб., 2 с, 15 л. ил., карт.
- Т. 26 : Мацеевский — Молочная кислота. — [1915]. — 8 с, 960 стб., 2 с, 14 л. ил., портр., карт.
- Т. 27 : Молочница — Наручи. — [1916]. — 8 с, 960 стб., 2 с, 18 л. ил., карт.
- Т. 28 : Нарушевич — Ньютон. — [1916]. — 8 с, 960 стб., 2 с, 20 л. ил., портр., карт.
- Т. 29 : Ньюфаундленд — Отто. — [1916]. — 8 с, 960 стб., 2 с, 15 л. ил., карт.

### Малий енциклопедичний словник

#### 1907—1909
1. Малый энциклопедический словарь. Т. 1 Вып. 1: А — Гальванотропизм. — СПб.: Брокгауз-Ефрон, 1907. — 1055 с.
2. Малый энциклопедический словарь. Т. 1 Вып. 2: Гальванохромия — Кивщенко. — СПб.: Брокгауз-Ефрон, 1907. — 1058—2079 с.
3. Малый энциклопедический словарь. Т. 2 Вып. 3: Кигн — Початок. — СПб.: Брокгауз-Ефрон, 1909. — 1055 с.
4. Малый энциклопедический словарь. Т. 2 Вып. 4: Почва — Уссоп. — СПб.: Брокгауз-Ефрон, 1909. — 1058—2215 с.